# HSV Rügenwalde
Der Heeressportverein Rügenwalde(HSV) war ein kurzlebiger Sportverein im Deutschen Reich mit Sitz in Rügenwalde in der Provinz Pommern.

## Geschichte
In der Saison 1943/44 der 1. Klasse Pommern trat der Verein als Neuling erstmals an und wurde dort in die Kreisgruppe F/G eingeteilt. In der ersten Saison konnte dabei gleich der erste Platz mit einer perfekten Saison von 16:0 Punkten erreicht werden, womit die Mannschaft als Kreisgruppensieger feststand. Zur nächsten Saison nahmen dann alle Vereine, die noch den Spielbetrieb aufrechterhalten konnten an der Gauliga Pommern teil. Dort wurde in sogenannte Sportkreisgruppen eingegliedert. Die Gruppe Stolp des Abschnitt Ost wurde dem HSV zugeteilt. Der Spielbetrieb wurde aber so schnell wieder abgebrochen, dass es für den Verein zu keinem einzigen Spiel in der Gruppe kam. Spätestens am Ende des Zweiten Weltkriegs wurde der Verein dann auch aufgelöst.